# Вербівка (Христинівський район)
Вербівка — колишнє село в Христинівському районі Черкаської області. Нині частина села Ліщинівка Уманського району Черкаської області.

## Історія
Як населений пункт згадується з 1885 року. Входило до Ліщинівської (Верхняцької) волості Уманського повіту Київської губернії. Впродовж ХХ століття перебувало у складі Христинівського району Київської (до 1954 року) та Черкаської (з 1954 року) областей.
У 1958 році ввійшло до складу села Ліщинівка.